# قورخانه (تهران)
قورخانه تهران یا به اختصار قورخانه یا تخشائی، به ساختمانی بزرگ در محدوده تهران قدیم گفته می‌شد که محل ساختن جنگ‌افزار و مهمات و ساز و برگ نظامی و جنگی بود. این ساختمان بزرگ در خیابان جلیل الملک(خیابان خیام امروزی) واقع بود و در عصر قاجار، افزون بر تهیه سلاح و مهمات جنگی، تولید وسایل آتش‌بازی جهت نمایش شب‌های عید و جشن‌های مذهبی و ملی را نیز بر عهده داشت.

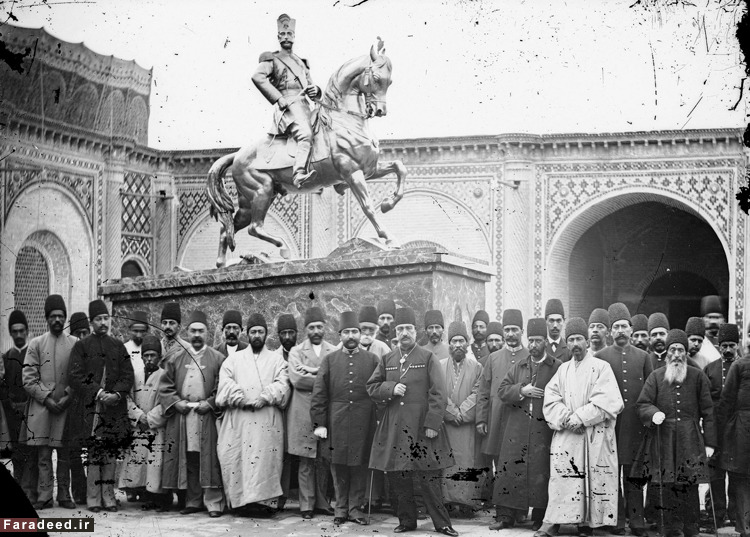
بازدید ناصرالدین شاه و جمعی از رجال از قورخانه تهران

قورخانه نظامی تهران از جمله آثار تاریخی ارزشمند و باقی مانده دوران قاجار بود که باقیمانده‌های آن، امروزه به جزئی از متروی تهران تبدیل شده‌است. امروزه از این بنای تاریخی سردر قورخانه تهران بر جای مانده‌است.

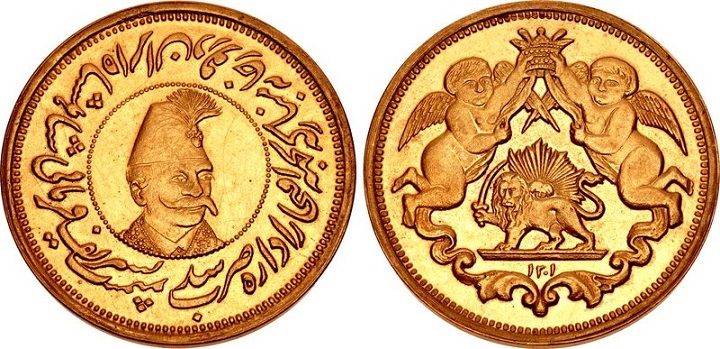
نشان درجه یک بازدید قورخانه؛ ۱۳۰۱ هـ ق

## ریشه لغوی

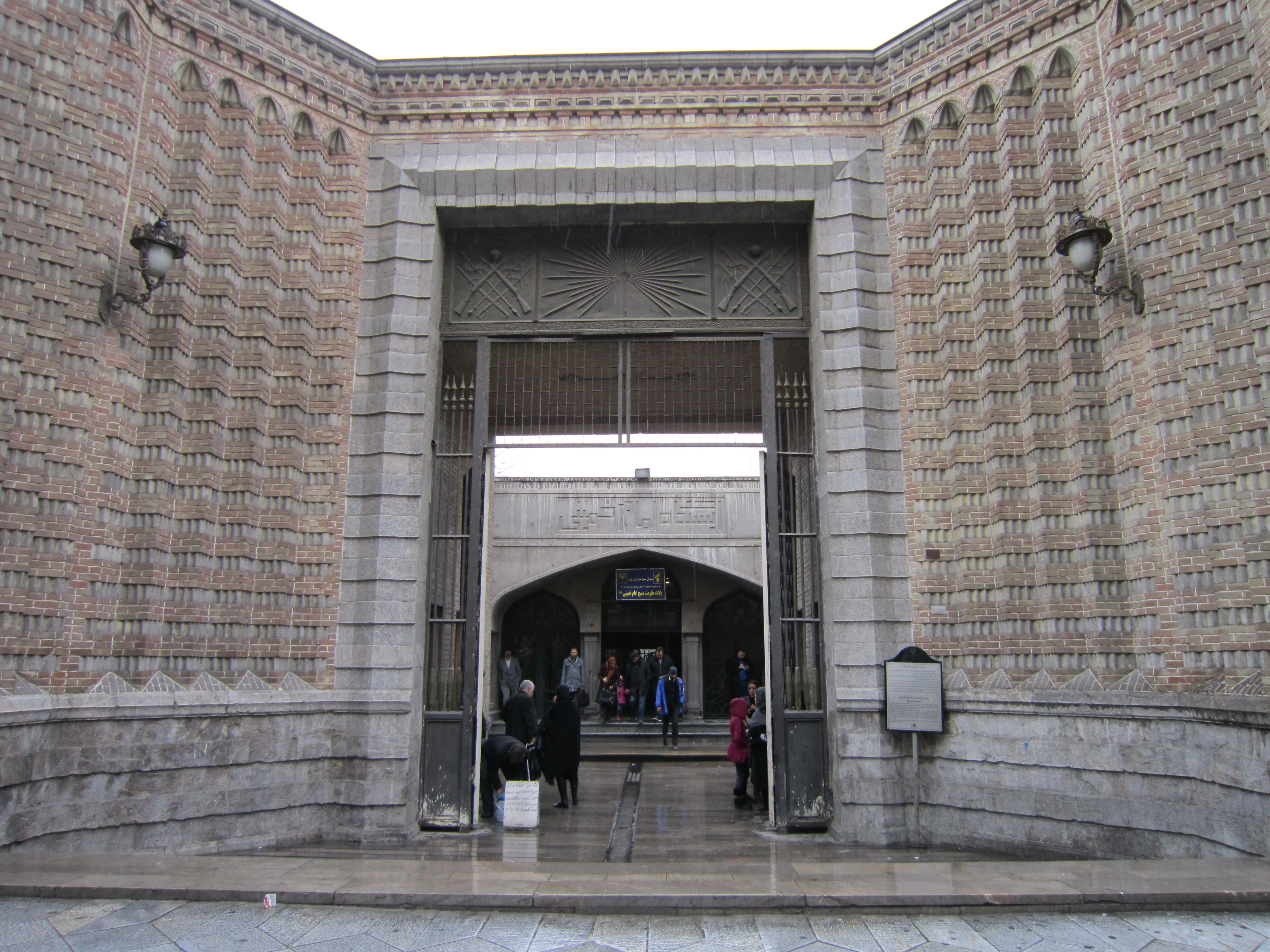
دروازهٔ قورخانه که امروزه ورودی ایستگاه مترو است.

قورخانه یک واژه ترکیبی ترکی فارسی است. در کتاب فرهنگ نظام آمده است که: 
قور (ترکی، اسم): سلاح (زبان علما)، قورچی: سلاح دار (زبان علما)، قورچی باشی: رئیس سلاح داران (زبان علما)، قورخانه: اسلحه خانه و جای ساختن اسلحه (عام در تکلم، نظم و نثر)
قورخانه به معنای زرّادخانه یا کارخانه اسلحه‌سازی می‌باشد. به همین دلیل نخستین کارخانه اسلحه‌سازی ایران، در زبان پادشاهان قاجار که خود اصالتاً ترک بودند، بدین نام خوانده شد.

## تاریخچه
گفته می‌شود که دستور ساخت عمارت قورخانه مبارکه در دوره قاجار و توسط ناصرالدین شاه قاجار صادر شده‌است. اما شواهدی در دست است که در زمان جنگهای ایران و روس و در عصر فتحعلی شاه قاجار نیز محلی در تهران با عنوان قورخانه مبارکه مشغول به فعالیت بوده‌است.
به هرحال محل قورخانه در زمان ناصرالدین شاه قاجار در قسمت شمالی دارالخلافه ناصری قرار گرفته بود و یکی از وزارتخانه‌های عصر قاجار محسوب می‌شد که دارای وزیری مستقل با عنوان وزیر قورخانه مبارکه بود. از جمله شاخصترین افرادی که وزارت قورخانه مبارکه را برعهده داشته‌اند، آقا رضا خان اقبال‌السلطنه قابل ذکر می‌باشد.

## قورخانه در دوره پیش از مشروطه
ناصر نجمی در کتاب دارالخلافه ناصری دربارهٔ کاربرد قورخانه در عصر ناصرالدین شاه قاجار می‌نویسد:
گرچه کار و وظیفه اصلی قورخانه، ساختن اسلحه و مهمات و ساز و برگ جنگی بود، امّا کمتر اثری از ساخت آنها به چشم می‌خورد و تنها فعالیتش بیشتر، تهیه وسایل آتشبازی بود که این وسایل جهت نمایش شب‌های اعیاد و جشن‌های مذهبی و ملی و امثال آن، به کار می‌آمدند. از جمله این قبیل موارد که در قورخانه تولید می‌شد، تابلوهایی از پرچم و مشابه آن بود، که از لوله‌های باروت درست می‌شد. همچنین فشفشه و ترقه و خمپاره که در آن زمان بدان قمباره می‌گفتند، و نیز کوزه و پاچه خیزک، از دیگر تولیدات قورخانه بود. گفته می‌شد که تولید این قبیل وسایل تفریح و آتشبازی، وقت کارکنان قورخانه را بی جهت اشغال می‌کرد و آنان را از وظایف اصلی خود که ساخت سلاح و مهمات برای نیروی نظامی ایران بود، بازمی‌داشت.

### ساخت مجسمه ناصرالدین شاه
افزون بر این بنظر می‌رسد که از قورخانه، استفاده‌های دیگری نیز در عصر ناصری به عمل می‌آمده‌است. از جمله مجسمه معروف ناصرالدین شاه واقع در باغشاه تهران، که وی را سوار بر اسب قوی هیکل و تنومندی که یک دستش از زمین بلند شده بود، نشان می‌داد، در همین محل ریخته شده‌است. عکسهای قدیمی از ناصرالدین شاه قاجار موجود است که وی را، به همراه جمعی از رجال، در حال بازدید از مراحل ساخت این مجسمه اش در قورخانه تهران نشان می‌دهد.
در روزنامه شرف ربیع‌الثانی ۱۳۰۴ قمری در صفحات ۱ و ۲ در این مورد اینطور نوشته شده:
«برحسب دستورالعمل جناب اقبال‌السلطنه وزیر قورخانه مبارکه مجسمه‌ای از تمثال … بندگان اقدس … تقریباً به اندازه جسم و هیکل … مبارک سواره با لباس رسمی ساخته و ریخته‌اند که از حیث صنعت ریخته‌گری و علم نقاشی و تناسب اعضا و دقایق اوستادی در این فن مخصوص مجسمه‌سازی بهتر از آن به تصویر نمی‌آید، مانند کارهای خوب استادان اروپا ساخت و حال آن که استادان و صنعتگران این مجسمه تماماً ایرانی هستند.»

## قورخانه پس از مشروطیت

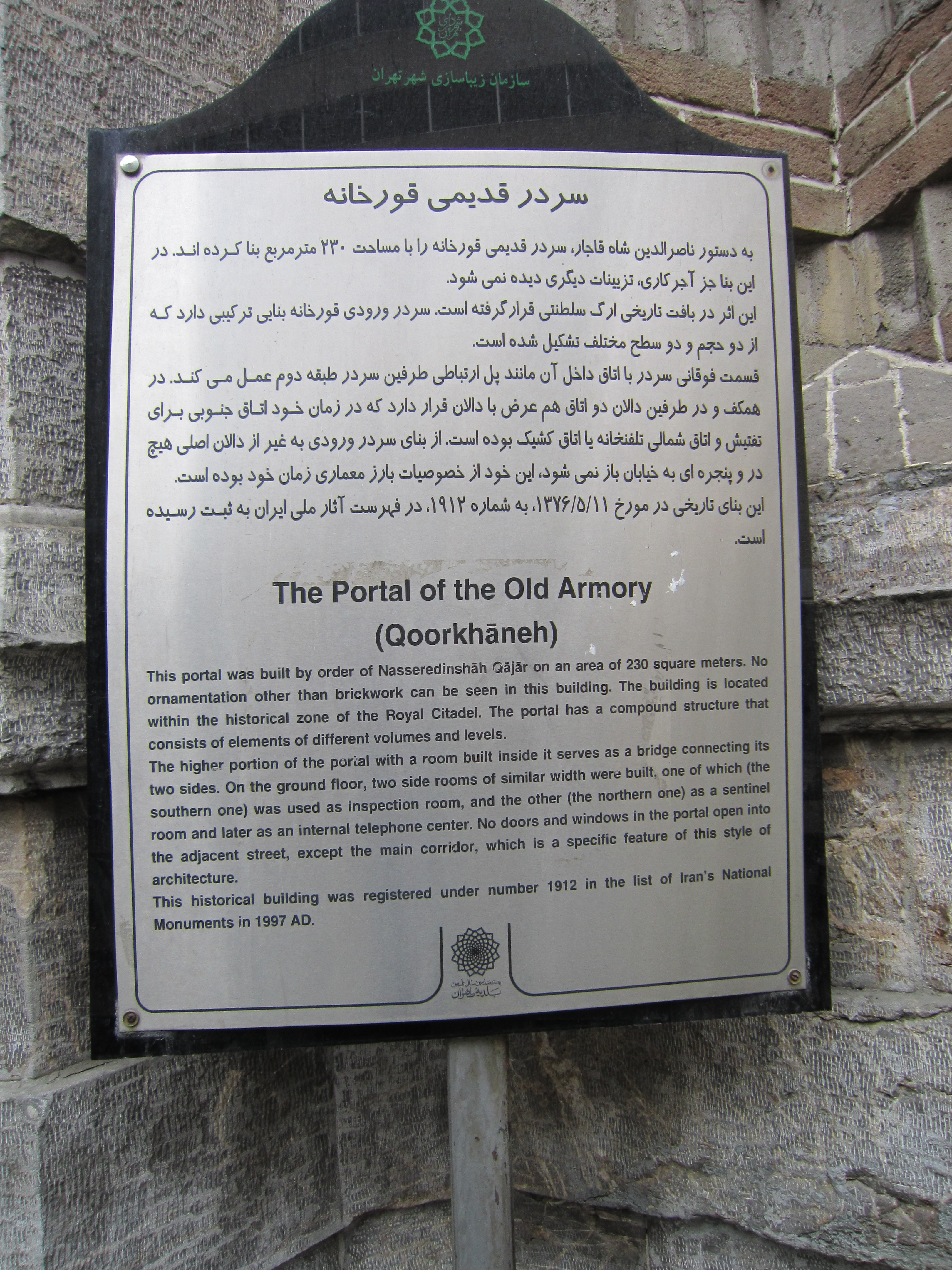
تابلوی اطلاعات قورخانه

پس از پیروزی انقلاب مشروطیت و روی کار آمدن دولت‌های مشروطه، این دولتها بر حسب توان خود در راستای اهداف انقلاب مشروطیت دست به اقدامات متعددی زدند که یکی از آنها، توجه به صنایع کشور و به‌ویژه سرمایه‌گذاری در قورخانه و صنایع اسلحه‌سازی بود.
بدین ترتیب دولت‌های مشروطه، در فاصله پانزده سال، بین امضای فرمان مشروطه در سال ۱۲۸۵ و تا سال ۱۳۰۰ خورشیدی، در زمینه صنایع اسلحه‌سازی و سر و سامان دادن به قورخانه، گامهای مهمی برداشتند. اقدامات دولت برآمده از مشروطیت برای احیای قورخانه، به‌ویژه پس از به توپ بسته شدن مجلس و عصر استبداد صغیر، وارد عرصه‌های تازه‌ای شد. از جمله لزوم تجهیز و مسلح ساختن مجاهدین برای مقابله با طرفداران محمدعلی میرزا و سالارالدوله و ارشدالدوله، که در حدود سال ۱۲۹۰ خورشیدی دست به تحرکات تازه زده و خطراتی جدی برای کشور پیش آورده بودند، دولت را بر آن داشت که چند استادکار خارجی جهت خدمت در قورخانه استخدام نماید. این اسلحه‌سازان عمدتاً از اتباع کشورهای مختلف اروپایی، به جز اتباع روس و انگلیس بودند اما بعدها، به‌خصوص در دوران گرایش مردم و زمامداران ایران به سمت آلمانها، مهندسین و استادکاران آلمانی بیشترین نقش را در احیاء قورخانه طهران ایفا نمودند.

### استخدام موسیو هازه
در روز نهم ماه صفر سال ۱۳۲۹ هجری قمری، مسیو هازه که از مهندسین و استادکاران اسلحه‌ساز و تبعه آلمان بود، با سالی دوهزار و ششصد تومان که در آغاز هر سه‌ماه به مبلغ ششصد و پنجاه تومان پرداخت می‌شد، «کنترات» شده‌است تا در قورخانه تهران به خدمت بپردازد و در ضمن ساختن سلاح‌های سبک شاگردان ایرانی را هم تعلیم دهد.
ماده الحاقیه‌ای که بعداً به قانون استخدام مسیوهازه اضافه شد، مزایای رفاهی و استخدامی قابل توجهی را برای او در نظر گرفته بود و قرار بود پس از دوازده سال خدمت او در قشون ایران، مادام‌العمر سالی هشتصد تومان به وی در صورت کشته شدنش در جنگ به اولاد و عیالش داده شود.

### استخدام موسیو بوتن
در روز هجدهم ماه شوال سال ۱۳۲۹هجری قمری مسیو بوتن، به‌عنوان مهندس قورخانه برای کار در صنایع اسلحه‌سازی ایران (قورخانه طهران) استخدام شد.
متن قراداد عقد شده (قانون کنترات) عقد شده میان نماینده دولت ایران و موسیو بوتن، این گونه بود:
ماده اول- مسیو بوطن مداومت خواهد نمود مدت سه سال شمسی به خدمت دولت علیه ایران به سمت مهندس قورخانه و کارخانجات نظامی و متعهد می‌شود که به‌طور شایسته تکالیف خود را در این مشاغل به عمل آورد و نیز در مدت کنترات خود بالغ به سی نفر شاگرد را که به او سپرده می‌شود به عملیات مکانیکی تعلیم کرده و هر گاه مسیو بوطن به‌یکی از شرایط مقرره با وزارت جنگ تخلف کند یا موجبات عدم رضایت وزارت جنگ را فراهم نماید، دولت مختار است که کنترات مشارالیه را فسخ نماید. در این صورت دیگر مسیو بوطن حق مواجب و مقرری را نخواهد داشت.
ماده دوم- تاریخ تجدید این کنترات از روز حمل ایت‌ئیل ۱۳۲۸ لغایت سه سال شمسی خواهد بود.
ماده سوم- وزارت جنگ مجاز است مسیو بوطن مهندس قورخانه و کارخانجات نظامی را برای مدت سه سال از قرار سالی دو هزار و چهارصد تومان استخدام نماید.
بدین ترتیب پس از مشروطیت، دولت ایران با مستشاری مهندسین و استادکاران آلمانی توانست، سر و سامانی به قورخانه طهران بدهد.

## ساخت درهای سردر باغ ملی و قورخانه

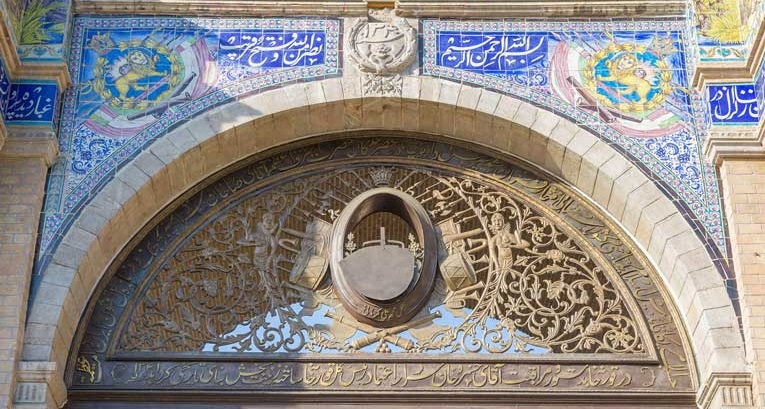
نام قورخانه بر روی چارچوب در ورودی سردر باغ ملی

درهای چدنی سردر باغ ملّی واقع در خیابان امام خمینی در قورخانه تهران ساخته شده‌اند. بر روی چارچوب این درها این جمله به‌صورت برجسته دیده می‌شود: «در قورخانه بدستور و مراقبت آقای خسرو خان سردار اعتماد رئیس کل قورخانه ساخته زینت بخش بنای تاریخی گردید سنه ۱۳۴۱ هجری»؛ که نشان از ساخت در، پس از اتمام بنا دارد. درعین‌حال، استفاده از عبارت «زینت‌بخش بنای تاریخی» حاکی از اهمیت اثر در آن زمان و نقش نمادین آن به‌عنوان نشانه‌ای از قدرت‌گیری رضاخان است، چراکه اثر در زمان ساخت عمری ندارد که معمر محسوب شود و اصطلاح تاریخی، اشاره به اهمیت آن دارد.
درهای ورودی مترو از سمت خیابان خیام که مزین به آلات و ادوات نظامی هستند نیز در قورخانه ریخته‌گری شده‌اند. هر دوی این درها توسط استاد محمدعلی کرمانی طراحی و توسط استادکاران قورخانه (استاد نایب باقر، استاد اصغر آهنگر، استاد عبدالحسین ریخته‌گر) ساخته شده‌اند.

## در عصر پهلوی
گرچه با تدبیر سران دول مشروطه، در سال‌های بعد از ۱۳۰۰ خورشیدی قورخانه به صورت مرتب و منظم و گسترده‌ای درآمده بود، اما رفته رفته و با به قدرت رسیدن رضاشاه پهلوی، و اهتمام ویژهٔ او به امور مربوط به ارتش و نظام، قورخانه تهران رفته رفته ارزش و اهمیت خود را از دست داد و جای خود را به کارخانه‌های متعدد فشنگسازی، مهمات‌سازی، تفنگ‌سازی و مسلسلسازی ارتش در تهران و سایر نقاط ایران داد.
صنایع نظامی ایران تحت عنوان قورخانه در سال ۱۳۰۴ ه خورشیدی و در زمان رضاشاه با تولید تفنگ برنو در قورخانه تهران فعالیت خود را آغاز نمود و در سال ۱۳۲۰ اداره تسلیحات در محل مهمات‌سازی قورخانه تأسیس شد و حدود ۶ سال بعد کارخانه مسلسل سازی در خیابان پیروزی به عنوان اداره مرکزی تسلیحات راه اندازی گردید.
«گرهارد هارتمن» از سال ۱۳۰۱ تا ۱۳۱۰ اداره قورخانه را به عهده داشت. در زمان او به سفارش رضاشاه نوجوانان ۱۲ تا ۱۵ ساله فقیر و غالباً یتیم در قورخانه آموزش دیده و کار می‌کردند. البته کارگران بعد از دوره کارآموزی در قورخانه به آلمان فرستاده می‌شدند.
از سال ۱۳۴۰ ساختار اداری تسلیحات دگرگون و به سازمان صنایع نظامی تغییر نام داد و از بنای قورخانه تنها به عنوان کارخانه ریخته‌گری استفاده می‌شد و ساختمان رها شده بود.
این روند در عصر پهلوی دوم نیز با شتاب بیشتری ادامه یافت و در نهایت قورخانه تهران به ساختمان مخروبه‌ای تبدیل شد. تنها دروازه بزرگ آهنین آن در خیابان خیام (جلیل‌آباد) و همچنین بنای دو طبقه‌ای از آن بر جای ماند. محل این ساختمان در جنوب موزه پست و روبروی چاپخانه اطلاعات، کمی بالاتر از پارک شهر قرار گرفته بود.

## بعد از انقلاب اسلامی
گفته می‌شود که حتی تا بعد از انقلاب اسلامی در سال ۱۳۵۷ خورشیدی، ساختمان قورخانه تهران همچنان به‌عنوان کارخانه ریخته‌گری و زرادخانه ارتش مورد استفاده قرار می‌گرفته‌است و تنها در سال ۱۳۵۹ خورشیدی بوده‌است که دستگاه‌ها و ماشین آلات موجود در آن، به منطقه سرخه حصار منتقل شده و در اختیار وزارت دفاع و پشتیبانی نیروهای مسلح قرار گرفته‌است. همچنین بعد از این انتقال، زمین و عمارت قورخانه تهران هم در اختیار شهرداری تهران قرار گرفت.
اما در طی سالیان مدید، قورخانه تهران و ساختمانهای باقیمانده از آن، و همین‌طور سردر و در فلزی مربوط بدان، رفته رفته و با گذشت زمان ارزش تاریخی و فرهنگی یافته بود. اما این بنا، پس از انقلاب اسلامی به علت بی‌توجهی مسئولان میراث فرهنگی و فرسودگی ناشی از گذر زمان، به شدت فرسوده شده بود. تا اینکه در سال ۱۳۷۶ خورشیدی، سردر قاجاری قورخانه نظامی تهران و سردر فلزی و تاریخی قورخانه، با شماره ۱۹۱۲ در فهرست آثار ملی کشور به ثبت رسید.

## ادغام در متروی تهران
همان‌طور که اشاره شد، بخش بزرگی از عمارت قورخانه تهران، در طی سالیان مدید، به علت بی‌توجهی مسئولان و فرسودگی ناشی از گذر زمان به شدت تخریب شده بود و تنها دروازه بزرگ فلزی و بنای دو طبقه‌ای از آن در محدوده خیابان خیام تهران به جای مانده بود.
در خرداد ماه سال ۱۳۵۹ ساختمان قورخانه از طرف وزارت دفاع به صورت بلاعوض به شهرداری واگذار و ادوات قورخانه به کارخانه سرخه حصار منتقل شد.
در سال ۱۳۸۳ خورشیدی، مقرر شد که این بنا، پس از انجام عملیات مرمتی به یکی از خروجی‌های متروی تهران تبدیل شود.
بدین ترتیب، بخش عمده‌ای از بنای قورخانه بزرگ تهران قدیم، پس از اتمام عملیات مرمتی، و به دنبال مطالعات کارشناسی با نظارت میراث فرهنگی استان تهران و با همکاری شرکت مترو، سامان دهی گردید و ضمن بازسازی این محوطه و احیای دروازه قدیمی قورخانه، این بنای قدیمی که زمانی محل ساختن اسلحه و مهمات جنگی بود، به یکی از ایستگاه‌های خروجی مترو میدان توپخانه (میدان امام خمینی امروزی) تبدیل گردید. همچنین مقرر شد که بنای دو طبقه باقی مانده از قورخانه، پس از مرمت به ساختمان اداری مترو (یا نگهبانی و حراست مترو) تبدیل شود و دروازه آن نیز، به یکی از ایستگاه‌های خروجی متروی میدان امام خمینی اختصاص یابد.
در این عملیات، ضمن توجه به ارزش‌های تاریخی دروازه فلزی قورخانه قدیمی تهران تلاش شد تا مرمت و احیای این دروازه، بر اساس مستندات تاریخی و با رعایت الگوهای معماری سنتی آن انجام شود و هویت و اصالت تاریخی آن همچنان محفوظ بماند.

## رؤسای قورخانه
- فیروز میرزا
- مرتضی‌قلی صنیع‌الدوله
- احمدخان علاءالدوله
- ۱۲۸۴ تا ۱۲۸۶ خورشیدی – سلطان حسین‌میرزا جلال‌الدوله
- آقا رضا خان اقبال‌السلطنه (وزیر قورخانه)
- سیدمحمد خان صنیع حضرت[۴]
- خسرو خان سردار اعتماد[۵]
- از ۱۳۰۱ تا ۱۳۱۰ خورشیدی - گرهارد هارتمن
- محمدصادق کوپال
- سید احمد میرسپاسی (سید احمد لیستر)